# Arosio (cognome)
Arosio è un cognome di lingua italiana.

## Varianti
Arosi.

## Origine e diffusione
Cognome tipicamente lombardo, è presente prevalentemente nel milanese.
Potrebbe derivare dai toponimi Arosio in provincia di Como e Arosio in Svizzera, dal dialetto ai rozz, "alle rogge".

## Persone
- Enrico Arosio (1957) – giornalista, germanista e traduttore italiano
- Giovanni Arosio (1911 – ...) – calciatore italiano